# Pterostylis longicurva
Pterostylis longicurva är en orkidéart som beskrevs av Herman Montague Rucker Rupp. Pterostylis longicurva ingår i släktet Pterostylis och familjen orkidéer. Inga underarter finns listade i Catalogue of Life.